# Ң (буква тюркских алфавитов)
Ң, ң (Н с нижним выносным элементом) — буква расширенной кириллицы. Обозначает велярный носовой согласный [ŋ].

## Используется в следующих алфавитах
| Алфавит        | Порядковый № | МФА |
| -------------- | ------------ | --- |
| казахский      | 19           | ŋ   |
| каракалпакский | 19           | ŋ   |
| татарский      | 18           | ŋ   |
| башкирский     | 19           | ŋ   |
| шорский        | 18           | ŋ   |
| калмыцкий      | 19           | ŋ   |
| киргизский     | 16           | ŋ   |
| дунганский     | 18           | ŋ   |
| тувинский      | 16           | ŋ   |
| хакасский      | 18           | ŋ   |
| туркменский    | 17           | ŋ   |